# Фарах (Афганістан)
Фара́х (пушту فراه, дарі فراه Farāh)  — місто в західній частині Афганістану, адміністративний центр  однойменної провінції.

## Географія
Розташований в долині річки Фарахруд, на висоті 650 м над рівнем моря. Населення за даними на 2004 рік становить 109 409 осіб, здебільшого представлено пуштунами (близько 90 %). Інші етнічні групи включають таджиків (7 %) та белуджів (3 %).

### Клімат
Місто знаходиться у зоні, котра характеризується кліматом тропічних пустель. Найтепліший місяць — липень із середньою температурою 33.3 °C (92 °F). Найхолодніший місяць — грудень, із середньою температурою 7.8 °С (46 °F).
| Клімат Фараха           | Клімат Фараха | Клімат Фараха | Клімат Фараха | Клімат Фараха | Клімат Фараха | Клімат Фараха | Клімат Фараха | Клімат Фараха | Клімат Фараха | Клімат Фараха | Клімат Фараха | Клімат Фараха | Клімат Фараха |
| Показник                | Січ.          | Лют.          | Бер.          | Квіт.         | Трав.         | Черв.         | Лип.          | Серп.         | Вер.          | Жовт.         | Лист.         | Груд.         | Рік           |
| Абсолютний максимум, °C | 28            | 30            | 34            | 39            | 43            | 47            | 47            | 46            | 43            | 37            | 32            | 25            | 47            |
| Середній максимум, °C   | 16            | 18            | 23            | 28            | 35            | 40            | 42            | 40            | 36            | 30            | 22            | 16            | 29            |
| Середня температура, °C | 8             | 10            | 15            | 20            | 26            | 30            | 33            | 30            | 26            | 19            | 12            | 8             | 20            |
| Середній мінімум, °C    | 0             | 3             | 8             | 12            | 17            | 21            | 24            | 21            | 16            | 9             | 3             | 0             | 11            |
| Абсолютний мінімум, °C  | −10           | −7            | −2            | 2             | 7             | 12            | 16            | 12            | 5             | 0             | −11           | −11           | −11           |
| Норма опадів, мм        | 10            | 20            | 10            | 10            | 0             | 0             | 0             | 0             | 0             | 0             | 0             | 0             | 80            |
| Днів з дощем            | 1             | 2             | 1             | 1             | 0             | 0             | 0             | 0             | 0             | 0             | 0             | 0             | 8             |
| Вологість повітря, %    | 52            | 54            | 48            | 56            | 41            | 30            | 32            | 38            | 38            | 36            | 44            | 50            | 43            |
| ----------------------- | ------------- | ------------- | ------------- | ------------- | ------------- | ------------- | ------------- | ------------- | ------------- | ------------- | ------------- | ------------- | ------------- |
| Джерело: Weatherbase    |               |               |               |               |               |               |               |               |               |               |               |               |               |

## Історія
Фортеця в Фарасі була побудована Александром Македонським як проміжний пункт між Гератом та Кандагаром.
За часів правління Аршакидів Фарах став одним з ключових міст регіону. Грецький географ Ісидор Харакський згадував у I столітті дуже велике місто Пхра.
У першому столітті до н. е. регіону досягли китайські посли залишивши в Хоу Ханьшу опис країни: «Уїшаньлі, ототожнюється з Олександрією Профтасією і відповідно з Фарахом: Розділений на багато маленьких князівств, в цілому сильний та багатолюдний, васальний по відношенню до Ансі — Парфії. На заході межує з Тяочжі (條 支, Держава Селевкідів). Столиця Тяочжі в ста днях шляху та знаходиться поблизу моря (Антіохія). Далі в ста днях шляху живе богиня Сі Ван Му, там Сонце сідає у воду. Країна спекотна та рівна. Клімат дозволяє вирощувати рис. Звідси привозять пташині яйця розміром з чашку. Є хороші фокусники. Є звір Таоба — олень-єдиноріг, а також леви та носороги. Жителі не сприймають кровопролиття, хоча роблять зброю з прикрасами з золота та срібла. Грецькі монети — із зображенням профілю царя та вершника. Тут караванний шлях повертає на північний захід у Ансі.»
В V столітті Фарах був головною фортецею на сході імперії Сасанідів.

## Транспорт
У місті є аеропорт з асфальтованою злітно-посадковою смугою. Від Фараха відходить кілька доріг у різних напрямках, найбільш значна з них — дорога № 515.

## Економіка
Економіка міста заснована на торгівлі та сільському господарстві.